# 클레멘트 추쿠
클레멘트 추쿠 (Clement Chukwu, 1973년 7월 7일 ~ )는 나이지리아의 전직 육상 선수로 200m와 400m에서 전문적으로 활약하였다.

## 학문
우무아히아에서 태어난 추쿠는 이스턴미시간 대학교에서 수학하며 도시 계획에서 문학사를 취득하고, 지리학을 부전공하며 지리 정보 체계에서 과학사를 취득하였다.
그는 현재 오하이오주 콜럼버스의 남동부 외곽 피커링턴의 도시 계획 관리자를 지내고 있다.

## 육상 경력
1992년부터 1996년까지 약물 검사에서 양성 반응을 보이면서 선수 자격 정지 징계를 받은 후, 추쿠는 애틀랜타 올림픽에서 복귀하였다. 그는 400m 8강에서 탈락되었다.
추쿠는 후에 이 종목에서 1997년 하계 유니버시아드와 1998년 아프리카 선수권에서 금메달과 1999년 올아프리카 경기에서 은메달을 획득하였다. 2000년 시드니 올림픽에서 그는 1600m 계주에서 은메달을 획득한 나이지리아 팀의 일원이었으며, 그의 은메달은 후에 미국 팀이 실격 처리되면서 금메달로 대체되었다.
그의 최고 전력들은 200m 실외 20.30초, 200m 실내 20.78초, 400m 실외 44.65초이다.
2011년 이스턴미시간 대학교 명예의 전당에 헌액되었다.

## 참조
- (영어) 클레멘트 추쿠 - 국제 육상 경기 연맹